# Лангли (Британска Колумбија)
Лангли (енгл. Langley) је град у Канади у покрајини Британска Колумбија. Према резултатима пописа 2011. у граду је живело 25.081 становника.

## Становништво
Према резултатима пописа становништва из 2011. у граду је живело 25.081 становника, што је за 6,2% више у односу на попис из 2006. када је регистровано 23.606 житеља.
| 2006.           | 2011.  |
| --------------- | ------ |
| 23.606(процена) | 25.081 |